# Gauliga Südwest
Die Gauliga Südwest/Mainhessen war eine von 16 Fußball-Gauligen, die nach der nationalsozialistischen Machtergreifung 1933 als oberste Spielklassen im Deutschen Reich eingeführt wurden. Sie existierte bis 1941 und wurde im Zuge einer Neugliederung aufgelöst.

## Geschichte

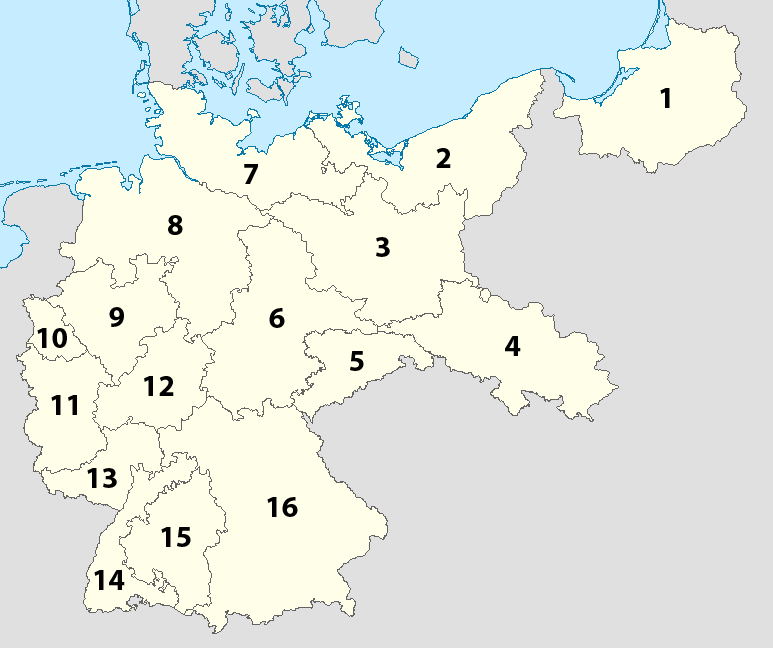
Die Gau-Einteilung 1933,
Nr. 13 = Südwest

Ab 1933 spielten zwölf Mannschaften den Teilnehmer an der Endrunde der deutschen Meisterschaft der Gauliga Südwest aus. Die Anzahl der teilnehmenden Mannschaften wurde zunächst auf elf und ab der Spielzeit 1935/36 auf zehn Klubs reduziert. Ab 1939 wurde die Liga in die Staffeln Saarpfalz und Mainhessen aufgeteilt, in denen zunächst jeweils sieben Mannschaften, ab 1940 jeweils acht vertreten waren. Die beiden Staffelsieger spielten in Hin- und Rückspiel den Endrundenteilnehmer aus. 1941 wurde die Gauliga Südwest aufgelöst und eine neue Einteilung vorgenommen. Aus der Staffel Saarpfalz entstand die Gauliga Westmark, die Staffel Mainhessen wurde mit einem Teil der ebenfalls aufgelösten Gauliga Hessen in die Gauliga Hessen-Nassau eingegliedert.

## Gaumeister 1934–1941
In den acht Spielzeiten stellten Kickers Offenbach und Wormatia Worms jeweils drei Mal den Meister, Phönix Ludwigshafen und Eintracht Frankfurt gewannen je ein Mal den Titel. Keine der Meistermannschaften der Gauliga Südwest konnte im Rahmen der sich anschließenden Endrunde um die deutsche Meisterschaft entscheidend eingreifen, alle Klubs scheiterten schon in der Gruppenphase.
| Saison  | Gaumeister Südwest     | Abschneiden deutsche Meisterschaft | Deutscher Meister |
| ------- | ---------------------- | ---------------------------------- | ----------------- |
| 1933/34 | Offenbacher FC Kickers | Gruppendritter Gruppe C            | FC Schalke 04     |
| 1934/35 | FC Phönix Ludwigshafen | Gruppenzweiter Gruppe C            | FC Schalke 04     |
| 1935/36 | Wormatia Worms         | Gruppenzweiter Gruppe C            | 1. FC Nürnberg    |
| 1936/37 | Wormatia Worms         | Gruppenzweiter Gruppe C            | FC Schalke 04     |
| 1937/38 | SG Eintracht Frankfurt | Gruppenzweiter Gruppe A            | Hannover 96       |
| 1938/39 | Wormatia Worms         | Gruppendritter Gruppe 4            | FC Schalke 04     |
| 1939/40 | Offenbacher FC Kickers | Gruppenvierter Gruppe 4            | FC Schalke 04     |
| 1940/41 | Offenbacher FC Kickers | Gruppenzweiter Gruppe 3            | SK Rapid Wien     |

## Rekordmeister
Rekordmeister der Gauliga Südwest sind die Offenbacher FC Kickers und Wormatia Worms, welche die Gaumeisterschaft jeweils dreimal gewinnen konnten.
|  | Verein                 | Titel | Jahr             |
|  | ---------------------- | ----- | ---------------- |
|  | Offenbacher FC Kickers | 3     | 1934, 1940, 1941 |
|  | Wormatia Worms         | 3     | 1936, 1937, 1939 |
|  | FC Phönix Ludwigshafen | 1     | 1935             |
|  | SG Eintracht Frankfurt | 1     | 1938             |

## Ewige Tabelle
Berücksichtigt sind alle Gruppen- und Finalspiele der Gauliga Südwest zwischen den Spielzeiten 1933/34 und 1940/41. Die Tabelle richtet sich nach der damals üblichen Zweipunkteregel.
| Pl. | Verein                        | Jahre | Sp. | S  | U  | N  | T+  | T-  | Diff. | Punkte  | Ø-Pkt. | Titel | Spielzeiten nach Kalenderjahren |
| --- | ----------------------------- | ----- | --- | -- | -- | -- | --- | --- | ----- | ------- | ------ | ----- | ------------------------------- |
| 1.  | Offenbacher FC Kickers        | 8     | 144 | 79 | 27 | 38 | 355 | 218 | +137  | 185:103 | 1,28   | 3     | 1933–1941                       |
| 2.  | SG Eintracht Frankfurt        | 8     | 140 | 79 | 25 | 36 | 332 | 217 | +115  | 183:97  | 1,31   | 1     | 1933–1941                       |
| 3.  | Wormatia Worms                | 8     | 140 | 70 | 33 | 37 | 332 | 251 | +81   | 173:107 | 1,24   | 3     | 1933–1941                       |
| 4.  | Borussia Neunkirchen          | 8     | 141 | 65 | 28 | 48 | 325 | 238 | +87   | 158:124 | 1,12   | -     | 1933–1941                       |
| 5.  | FSV Frankfurt                 | 8     | 140 | 59 | 29 | 52 | 288 | 271 | +17   | 147:133 | 1,05   | -     | 1933–1941                       |
| 6.  | FK Pirmasens                  | 8     | 140 | 59 | 26 | 55 | 297 | 256 | +41   | 144:136 | 1,03   | -     | 1933–1941                       |
| 7.  | FC Phönix Ludwigshafen A      | 6     | 104 | 41 | 15 | 48 | 182 | 202 | −20   | 97:111  | 0,93   | 1     | 1933–1936, 1938–1941            |
| 8.  | SV Wiesbaden                  | 6     | 102 | 34 | 17 | 51 | 156 | 213 | −57   | 85:119  | 0,83   | -     | 1933/34, 1936–1941              |
| 9.  | 1. FC Kaiserslautern          | 5     | 89  | 32 | 19 | 38 | 209 | 207 | +2    | 83:95   | 0,93   | -     | 1933–1935, 1937/38, 1939–1941   |
| 10. | FV Saarbrücken                | 5     | 88  | 32 | 15 | 41 | 161 | 188 | −27   | 79:97   | 0,9    | -     | 1935–1939, 1940/41              |
| 11. | FC Union Niederrad            | 5     | 82  | 25 | 17 | 40 | 132 | 196 | −64   | 67:97   | 0,82   | -     | 1934–1937, 1939–1941            |
| 12. | Sportfreunde 05 Saarbrücken B | 4     | 74  | 20 | 11 | 43 | 123 | 207 | −84   | 51:97   | 0,69   | -     | 1933–1935, 1936/37, 1940/41     |
| 13. | RTuSV Rot-Weiß Frankfurt      | 3     | 44  | 18 | 5  | 21 | 74  | 87  | −13   | 41:47   | 0,93   | -     | 1938–1941                       |
| 14. | VfR Frankenthal               | 2     | 26  | 12 | 4  | 10 | 72  | 68  | +4    | 28:24   | 1,08   | -     | 1939–1941                       |
| 15. | SC Opel Rüsselsheim           | 3     | 48  | 5  | 13 | 30 | 69  | 126 | −57   | 23:73   | 0,48   | -     | 1935/36, 1937/38, 1939/40       |
| 16. | 1. FSV Mainz 05               | 1     | 22  | 9  | 1  | 12 | 44  | 53  | −9    | 19:25   | 0,86   | -     | 1933/34                         |
| 17. | Mundenheimer SpVgg            | 1     | 14  | 7  | 0  | 7  | 30  | 27  | +3    | 14:14   | 1      | -     | 1940/41                         |
| 18. | VfR Alemannia-Olympia Worms   | 1     | 22  | 4  | 4  | 14 | 29  | 53  | −24   | 12:32   | 0,55   | -     | 1933/34                         |
| 19. | SV Saar 05 Saarbrücken        | 1     | 20  | 3  | 4  | 13 | 27  | 60  | −33   | 10:30   | 0,5    | -     | 1934/35                         |
| 20. | VfL Germania Frankfurt        | 1     | 14  | 2  | 1  | 11 | 17  | 54  | −37   | 5:23    | 0,36   | -     | 1940/41                         |
| 21. | GfL Darmstadt                 | 1     | 12  | 1  | 0  | 11 | 7   | 69  | −62   | 2:22    | 0,17   | -     | 1939/40                         |

## Reichsbundpokal
In den Gauauswahlwettbewerben war die Auswahlmannschaft Südwest mit einem Titelgewinnen und zwei weiteren Finalteilnahmen sehr erfolgreich.
| Saison  | Abschneiden Gauauswahlwettbewerb |
| ------- | -------------------------------- |
| 1933    | Achtelfinale                     |
| 1934    | Sieger                           |
| 1935    | Achtelfinale                     |
| 1935/36 | Finale                           |
| 1936/37 | Achtelfinale                     |
| 1937/38 | Finale                           |
| 1938/39 | Achtelfinale                     |
| 1939/40 | Viertelfinale                    |
| 1940/41 | Zwischenrunde                    |